# Longtemps
Cet article concerne l'album de Louis Bertignac. Pour la chanson d'Amir sortie en 2018, voir Longtemps (chanson).
Albums de Louis Bertignac
Bertignac live
(1998) Power Trio (Live)
(2006)
Longtemps est un album du chanteur français Louis Bertignac sorti en 2005. 
C'est le premier album studio du chanteur en neuf ans depuis Bertignac '96. Cet album est l'un des plus vendu de l'artiste en solo.

## Historique
Discret depuis la tournée de l'album Bertignac '96 (en témoigne l'album Bertignac Live), Louis Bertignac fait son retour en 2002 en tant que producteur avec l'album de Corine Marienneau (Corine) et celui de Carla Bruni (Quelqu'un m'a dit). Si le premier reste confidentiel, le second est une réussite critique et commerciale. Cependant, il doit s'éloigner de la vie publique pour soigner ses problèmes de santé.

Une fois remis, galvanisé par la naissance de son premier enfant et revenu d'un voyage au Népal pour méditer, il se remet à l’œuvre en enregistrant un nouvel album chez lui. Pour cela, il fait appel à ses amis comme Carla Bruni pour écrire l'essentiel des textes de l'album et poser sa voix sur Les frôleuses et Sans toi, le bassiste Cyril Denis qui l'accompagnait lors de la précédente tournée, et le batteur Richard Kolinka (ex-compère Téléphone).

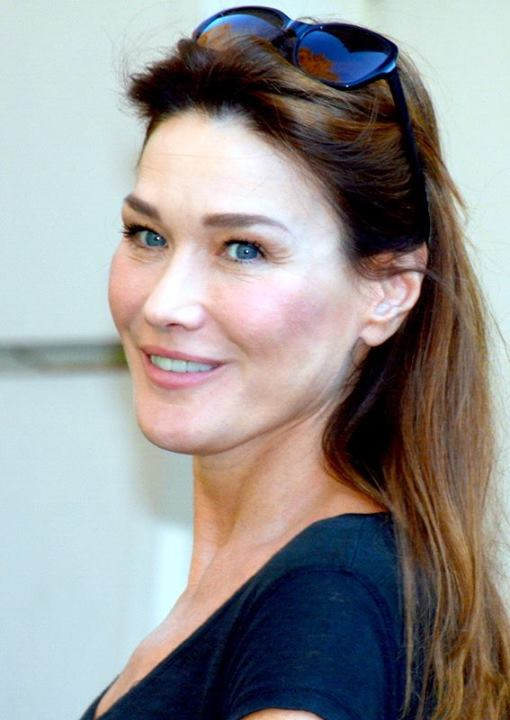
Carla Bruni (ici en 2013) a écrit dix chansons sur douze que contient l'album.

La chanson Audimat, la seule de l'album écrite par Bertignac, décrit les dérives de la TV, prête à tout pour faire de l’audience, pendant que Rêver d'L est co-écrite par Carla et son amie l'actrice Marine Delterme.
Les chansons La saga des gnous et Longtemps sont enregistrées à Essaouira au Maroc et Katmandou au Népal respectivement, co-mixées avec Kolinka, contiennent des sons d'instruments africains pour la première et népalais pour la seconde. Si la seconde est écrite par Carla, la première en revanche est signée de son compagnon Raphaël Enthoven et du romancier de philosophie-fiction Bernard Werber. Ces deux chansons sont enregistrées avec de nombreux musiciens de musique du monde.

## Parution et réception
Depuis sa sortie le 7 février 2005, l'album est un succès commercial avec près de 100 000 exemplaires vendues. C'est aussi un succès critique, avec le bel hommage à Leonard Cohen avec Rêver d'L, et la mise en avant de l'influence des Rolling Stones à Neil Young en passant par la pop psychédélique. 
La critique a apprécié le côté intimiste et calme de l'album avec les chansons tel que Rêver d'L, Je joue, Les frôleuses... surtout les incursions de musique africaine avec La saga des gnous ou népalaise avec Longtemps. 
La tournée qui a suivi l'album, constituée du bassiste Cyril Denis et du batteur Hervé Koster avec qui Bertignac forme le Power Trio (en hommage au trio formé par Jimi Hendrix The Jimi Hendrix Experience), est un véritable succès, avec des dates à guichets fermés comme celui de l'Européen à Paris. L'album Power Trio (Live) témoignant de cette tournée sort l'année suivante.

## Liste des chansons
| Longtemps | Longtemps           | Longtemps                                          | Longtemps | Longtemps | Longtemps | Longtemps | Longtemps | Longtemps | Longtemps |
| No        | Titre               | Auteur                                             | Durée     |           |           |           |           |           |           |
| --------- | ------------------- | -------------------------------------------------- | --------- | --------- | --------- | --------- | --------- | --------- | --------- |
| 1.        | Rêver d'L           | Carla Bruni, Marine Delterme / Louis Bertignac     | 4:30      |           |           |           |           |           |           |
| 2.        | Je joue             | Carla Bruni / Louis Bertignac                      | 3:19      |           |           |           |           |           |           |
| 3.        | Elle pleure         | Carla Bruni / Louis Bertignac                      | 3:28      |           |           |           |           |           |           |
| 4.        | Les frôleuses       | Carla Bruni / Louis Bertignac                      | 4:00      |           |           |           |           |           |           |
| 5.        | Audimat             | Louis Bertignac                                    | 4:08      |           |           |           |           |           |           |
| 6.        | La Saga des gnous   | Bernard Werber, Raphaël Enthoven / Louis Bertignac | 5:06      |           |           |           |           |           |           |
| 7.        | Sous la pluie       | Carla Bruni / Louis Bertignac                      | 5:30      |           |           |           |           |           |           |
| 8.        | Sans toi            | Carla Bruni / Louis Bertignac                      | 3:29      |           |           |           |           |           |           |
| 9.        | J'ai pas l'temps    | Carla Bruni / Louis Bertignac                      | 3:37      |           |           |           |           |           |           |
| 10.       | Tant pis pour tout  | Carla Bruni / Louis Bertignac                      | 3:23      |           |           |           |           |           |           |
| 11.       | Rendez-vous là-haut | Carla Bruni / Louis Bertignac                      | 3:43      |           |           |           |           |           |           |
| 12.       | Longtemps           | Carla Bruni / Louis Bertignac                      | 6:47      |           |           |           |           |           |           |
| 51:05     |                     |                                                    |           |           |           |           |           |           |           |

## Personnel[4]

### Musiciens principaux
- Louis Bertignac : chant, multi-instruments
- Cyril Denis : basse (1, 6, 8, 9)
- Hervé Koster : batterie (1, 2, 6, 7, 8, 10, 12)
- Richard Kolinka : batterie (3, 4, 5, 11)

### Musiciens additionnels
- Vincent Force : piano sur Rêver d'L
- Johan Ledoux : basse et guitare sur Je joue et Les frôleuses, mellotron sur J'ai pas l'temps
- Lemmy Constantine : chœur sur Elle pleure
- Abraham : percussion sur Elle pleure
- Stéphane Venant : claviers sur Les frôleuses
- Carla Bruni : chant sur Les frôleuses et Sans toi
- Saadik : chœur sur La saga des gnous
- Salil Subedi : qidgeridoo sur La saga des gnous et Longtemps, chant sur Longtemps
- Olivier Louvel : qraqeb sur La saga des gnous, guitare additionnelle sur Rendez-vous là-haut
- Loy Ehrlich : grimbri (?) sur La saga des gnous
- Salil Lal Karn : tabla sur La saga des gnous
- Alain Nègre : batterie sur Rendez-vous là-haut
- Gopal Dev Bishwokarma : flûte sur Longtemps
- Bijaya Vaidya : sitar sur Longtemps
- Rajendra Lal Karn : tabla sur Longtemps
- Miki Jeet Singh, Preety Singh : chants additionnels sur Longtemps

### Équipe technique
- Louis Bertignac : enregistrement, mixage, production
- Marc Di Domenico : production sur Rêver d'L
- Johan Ledoux : production sur Je joue et Les frôleuses
- Richard Kolinka : mixage La saga des gnous et Longtemps
- Bruno Delporte : production
- Richard Dumas: photos pochette et livret
- Gil Lesage: style
- Frank Loriou: graphisme